# أل جونسون (لاعب كرة قدم أمريكية)
أل جونسون (بالإنجليزية: Al Johnson)‏ هو لاعب كرة قدم أمريكية أمريكي، ولد في 17 يونيو 1950 في بالتيمور في الولايات المتحدة.